# Севастьянова, Александра Александровна

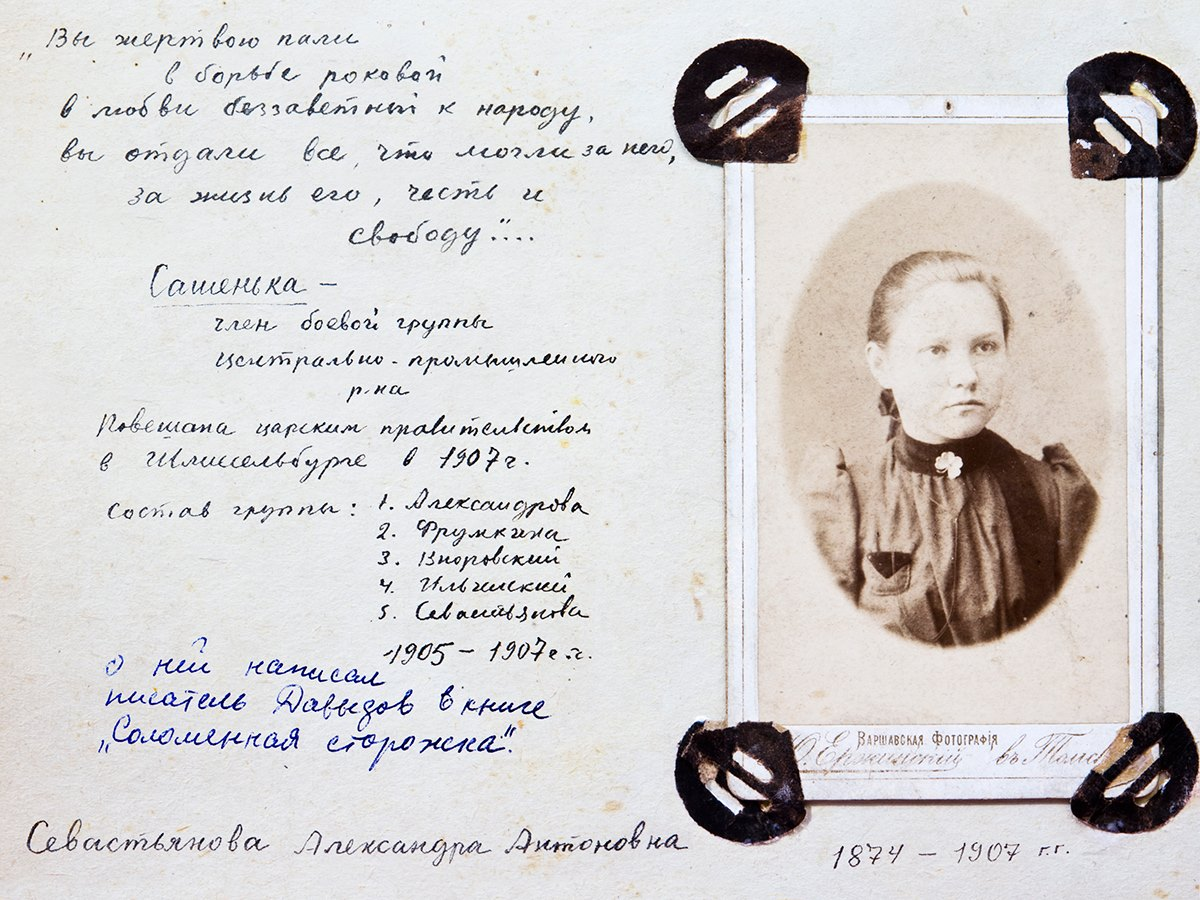
Александа Севастьянова, скан страницы из семейного альбома

Александра Александровна (Антоновна согласно семейному архиву) Севастьянова (1874 — 7 декабря 1907) — член партии эсеров, террористка, участница революционного движения в Российской империи в начале XX века.

## Биография
Родилась в 1874 году. По профессии фельдшерица. В 1901 году за участие в издании газеты «Революционная Россия» сослана, но бежала с поселения. Вступила в Боевую организацию партии социалистов-революционеров, после временно прекращения деятельности этой организации в 1906 году вошла в состав Центрального боевого отряда. Партийная кличка «Аннушка».
Сведения об этом периоде её жизни содержатся в воспоминаниях Валентины Поповой «Динамитные мастерские 1906—1907 гг. и провокатор Азеф». Севастьянова работала в тайной динамитной мастерской, расположенной на даче в Териоках. Там ей приходилось в конспиративных целях играть роль прислуги, а также заниматься хозяйством, например, готовкой. Незадолго до работы в мастерской в Териоках, Севастьянова работала в динамитной мастерской Веры Штольтерфорт и Друганова в Петербурге, где жила также в качестве прислуги. При аресте петербургской мастерской ей удалось благополучно покинуть её. Попова описывает её как первого человека, встретившего ей после вступления в Боевую организацию:
Быстро вышла немолодая женщина монашеского вида, повязанная платком. Своим внешним видом она удачно имитировала прислугу; думаю, что и более опытный взгляд, чем мой, не уловил бы ничего подозрительного в её облике. На желтоватом и изможденном лице выделялись и обращали внимание большие темные глаза, глаза человека, ушедшего в себя. Немножко согбенная, худенькая фигура, темное, старушечье платье, мягкие движения послушницы.
Как пишет Попова, Евно Азеф «по целому ряду причин, которые трудно учесть, не выдавал Севастьянову, до поры до времени даже оберегал» Севастьянову, но лишь до конца 1907 года.
21 ноября 1907 года Севастьянова бросила бомбу в московского генерал-губернатора и командующего Московским военным округом генерала С. К. Гершельмана. Покушение закончилось неудачей. Террористку судили военно-окружным судом и приговорили к смертной казни. Повешена 7 декабря. Севастьянова до конца не назвала своего имени и погибла, как «неизвестная женщина». Согласно семейному архиву, она записана, как Севастьянова Александра Антоновна. Об этом свидетельствует станица из семейного фотоальбома. О её судьбе в своих мемуарах упоминает Борис Савинков.   
О ней написал писатель Юрий Давыдов в книге «Соломенная сторожка»:
«Я вижу склоненную русую голову Сашеньки Севастьяновой, — совсем немного до того дня, когда она метнет бомбу в московского генерал-губернатора, у него лишь кокарду сорвет, а она рухнет на мостовую с выбитым глазом и проломленным черепом; её перевяжут в Басманной больнице и поволокут на шаткий, наспех сколоченный помост — повесят „неизвестную“: она не назовет своего имени, оберегая от провала товарищей».